# Озо (Вашингтон)
Озо (англ. Oso) — переписна місцевість (CDP) в США, в окрузі Сногоміш штату Вашингтон. Населення — 172 особи (2020).

## Географія
Озо розташоване за координатами 48°17′15″ пн. ш. 121°55′30″ зх. д. / 48.28750° пн. ш. 121.92500° зх. д. (48.287426, -121.925107).  За даними Бюро перепису населення США в 2010 році переписна місцевість мала площу 7,38 км², з яких 7,32 км² — суходіл та 0,06 км² — водойми.

## Демографія
Згідно з переписом 2010 року, у переписній місцевості мешкало 180 осіб у 62 домогосподарствах у складі 48 родин. Густота населення становила 24 особи/км².  Було 71 помешкання (10/км²).
Расовий склад населення:
| - 94,4 % — білих - 0,6 % — корінних американців - 0,6 % — чорних або афроамериканців - 0,6 % — азіатів - 3,3 % — осіб інших рас |

До двох чи більше рас належало 0,6 %. Частка іспаномовних становила 5,0 % від усіх жителів.
За віковим діапазоном населення розподілялося таким чином: 31,7 % — особи молодші 18 років, 62,7 % — особи у віці 18—64 років, 5,6 % — особи у віці 65 років та старші. Медіана віку мешканця становила 38,0 року. На 100 осіб жіночої статі у переписній місцевості припадало 102,2 чоловіків;  на 100 жінок у віці від 18 років та старших — 105,0 чоловіків також старших 18 років.
Цивільне працевлаштоване населення становило 83 особи. Основні галузі зайнятості: науковці, спеціалісти, менеджери — 33,7 %, будівництво — 24,1 %, освіта, охорона здоров'я та соціальна допомога — 19,3 %.